# Meresha
Meresha (Varsovia; 19 de enero de 1997), es una cantante de música independiente, multinstrumentista, compositora y productora polaca.

## Biografía
Su música ha aparecido en las listas de Billboard varias veces, mientras que sus videos se han reproducido internacionalmente, también en MTV, donde ganó una competencia de primer año. Ha sido la artista independiente número uno en la radio pop estadounidense durante un mes. Fue seleccionada para la clase nacional de House of Blues de 2016 de músicos prometedores, y ha actuado en lugares como Mizner Amphitheatre, Hard Rock Cafe, House of Blues y BBKing's. En mayo de 2017, Meresha actuó en la noche principal y en el escenario de SunFest para 40.000 espectadores. Meresha fue nombrada la artista emergente número 3 a nivel mundial en la lista Next Big Sound de Billboard en julio de 2017. El EP «Enter the Dreamland» de Meresha de 2017 debutó en la lista de ventas de Billboard Top Heatseekers Album y fue Top 10 en las listas de iTunes y Amazon. AllMusic llamó al álbum "un delicioso conjunto de cinco canciones de pop progresivo inteligente, efervescente y con visión de futuro" y lo nombró uno de los 20 mejores álbumes del año. El primer sencillo «Enter the Dreamland» alcanzó el número 1 en la lista de sencillos de HMV en Canadá en agosto de 2017. Sencillos posteriores como «Violet Night» y «Olivia» llegaron a las listas de Billboard en 2018 y 2019.

### Obras

#### 2015
En 2015, Meresha lanzó el EP «New Revolution», que incluía la canción principal y un trío de otras canciones. Su eclecticismo a veces frenético y sus ritmos excéntricos crearon un sonido fresco que incorporó estilos antiguos a la producción contemporánea. La exitosa canción «New Revolution» entró en la lista de indicadores Top 40 de Billboard entre Adele y Justin Bieber. También fue la canción indie número uno en las radios de Estados Unidos durante un mes. Su videoclip «New Revolution» fue dirigido por 5 veces para MTV VMA David Rousseau, quien también dirigió la mayoría de los videos de Pitbull. «My Love» llegó al Top 40 en las listas de indicadores y activadores de Billboard.

#### 2016
A finales de 2016, Meresha lanzó el sencillo en dos idiomas «Together/Juntos». Ella interpretó sus canciones en vivo en concierto con Adam Lambert y Third Eye Blind.

#### 2017
Meresha actuó en SunFest 2017 con artistas como Weezer, Blink-182, Snoop Dogg y Macklemore, tocando por primera vez dos de sus canciones de su EP de 2017 «Enter the Dreamland».

#### 2018
El sencillo «Violet Night» de Meresha aterriza en 2 listas de Billboard Dance & Electronic.
2019
Meresha actuó en el festival de música Governor's Ball en Nueva York en la plataforma Citi.
El sencillo de Meresha, «Olivia,» alcanza el puesto número 4 en las listas de música dance y electrónica de Billboard.
Meresha lanza «Is This Love» para beneficio de la organización benéfica internacional Movember.
2020
Meresha lanza el sencillo «Hold» y el álbum «Look How Far».
2021
Meresha lanza el sencillo «Red Headed Lover».

## Discografía

### EP
- Lunatic (2013)
- New Revolution (2015)
- Enter the Dreamland (2017)
- Look How Far (2020)
- Better Mixtape (2024)

### Sencillos
- New Revolution (2015)
- My Love Has Come (2016)
- Together (2016)
- Juntos (2016)
- Together + United (2017)
- Enter the Dreamland (2017)
- Lights Out (2017)
- Violet Night (2018)
- Violet Night (Z mix) (2018)
- Game of Video (2018)
- Jungle Potion (2019)
- Olivia (2019)
- Is This Love (2019)
- Hold (2020)
- Red Headed Lover (2021)
- In Bloom (2021)
- Hawai'i (2021)
- Trouble (2022)
- Ask Me (2022)
- Greatest Time (2022)
- Memory (2022)
- Fire On (2022)
- Fire On (Sped Up) (2023)
- My Baby (2023)
- Issho (2023)
- Juntos (2023)
- Light Up The Sky (2023)
- Better (2024)

### Videos
- New Revolution
- My Love has Come
- Enter the Dreamland
- Hold
- Red Headed Lover

Fuente: